# Букурешки метро
Букурешки метро је систем градског превоза електричном железницом који делује у граду Букурешту. Прва линија отворена је 16. новембара 1979. године. Мрежом управља Метрорекс. Један од два дела веће мреже јавног превоза у Букурешту, Метрорекс је имао годишњи превоз од 142.783.000 путника током 2023., у поређењу са преко милијарду путника годишње на букурешком STB транзитном систему. Систем је укупно дугачак 80,1 километар и има 64 станице.

## Историја
Испод је мапа мреже метроа. Карта оригиналних имена на румунском налази се изнад.
У 1908. године, млади студент Димитрије Леонида изабрао је тематику његовог дипломског студија дизајн изградње метроа у Букурешту. Први покушаји изградње метроа у Букурешту датирају од 1909. до 1910. године, у контексту преговора са компанијом Сиеменс & Халске⁠ о концесији изградње трамвајских линија у граду. Инжењери Димитрије Леонида и Ељие Раду, чланови Техничког савета у Букурешту, предложили су изградњу метроа јер су износи које је тражила немачка компанија за трамвајске линије била врло велика и могла покрити трошкове метроа.
Предлог је настављен између 1929. и 1930. године у комитету на чијем је челу био архитекта Дуљу Марку, који је разговарао о Систему урбанистичког планирања, али решење није задржано у завршном документу, јер се сматрало да је Букурешт још увек добро покривен површинским превозом, који је имао просјечну брзину од 20-30 км/с. Меморандум о оправданости спомиње да је "вероватноћа реализације далеко уклоњена", али да је главни улични систем омогућио изградњу метроа откривеним рововима.
Почетком 1940-их, када су у Букурешту обављени обимни радови модернизације, као и распоред језера на ријеци Колентини и ријеци Дамбовица који су прекривени бетонском плочом на подручју Палате правде, расправа о изградњи метроа поново се појавила као једино рјешење за преузимање путничког тока у граду са скоро милион становника. Пројекат је обезбедио чак 2 слободна места (по један за сваку банку) кроз које би се касније могла изградити метро. Планирана је израда 3 линије површинским ископом. Избијање Другог светског рата| је такође заборавило ову иницијативу.
Године 1952. донета је Одлука Вијећа министара о оснивању Дизајн института и Генералне дирекције за метро у Букурешту, подређене Министарству саобраћаја. Већ две године студије су развијене, али под утицајем совјетске школе, која препоручује да метро и одбрамбена функција буду кориштени као склониште од бомби у случају рата, дубине између 20 и 40 м. То би укључивало веома високе трошкове, које је немогуће покрити од стране нестабилне економије. Као резултат тога, одлучено је да се демонтирају створене јединице и одложи изградња метроа.
У 1970. године, Букурешки транспортно предузеће (рум. Întreprinderea de Transport București) више нису могле да обезбеде јавни превоз у ново изграђеним дијеловима града, иако је мрежа била једна од највећих у Европи. 1971. године, у оквиру Народног вијећа Букурешта (ЧПМБ) основана је Централна комисија на челу са предсједником Думитру Попа, као и радне групе ЈТБ-а, ЈПБ-а, итд. документовати и поднети студије за метро. Дошло је до закључка да би једино прикладно решење било да се изгради мрежа подземних возова.
Након четири године пројектовања и разговора са високим људима Румунског Комунистичке партије Николаја Чаушескуа односно, метро радови почети у 20. септембра, 1975. године, и све четири године касније мрежа је отворила Николаја Чаушескуа. Незванична инаугурација одржана је 16. новембра 1979. године, путници су могли да користе подземну железницу од 19. новембра, а званична инаугурација одржана 16. децембра.
Испод је листа отворених линија до сада:
- 16. новембар 1979.: Семанатоарја - Нови Време (Semănătoarea - Timpuri Noi, М1)
- 28. децембар 1981.: Нови Време - Република (Timpuri Noi - Republica, М1)
- 19. август 1983.: Јунака - Индустријска (Eroilor - Industriilor, М1, данас М3)
- 22. децембар 1984.: Семанатоарја - Крнгаш (Semănătoarea - Crângaşi, М1)
- 24. јануара 1986.: Трг унија 2 - ЈМГБ две (Piața Unirii 2 - IMGB Doi, М2)
- 6. априла 1986.: Омладина (Tineretului, М2)
- 24. октобар 1987.: Трг унија 2 - Пипера (Piața Unirii 2 - Pipera, М2)
- 24. децембар 1987.: Крнгаш - Севернаја Железничка Станица 1 (Crângași - Gara de Nord 1, М1)
- 28. новембар 1988.: Римски трг (Piața Romană, М2)
- 5. децембар 1988.: Константина Брнковеана (Constantin Brâncoveanu, М2)
- 17. август 1989.: Севернаја Железничка Станица 1 - Дристор 2 (Gara de Nord 1 - Dristor 2)
- 15. јануара 1990.: Пантелимон (М1)
- 26. августа 1992.: Басараб (М1, касније такође служи линији М4)
- 31. августа 1994 и 1998.: Горжска (Gorjului, М4)
- 1. март 2000.: Севернаја Железничка Станица 2 - 1. маја (Gara de Nord - 1 Mai, М4)
- 20. новембар 2008.: Николаје Григореску - Обилазнички пут (Nicolae Grigorescu - Linia de Centură, М3)
- 1. јул 2011.: 1. маја - Парк Базилеску (1 Mai - Parc Bazilescu, М4)
- 31. март 2017.: Парк Базилеску - Страулешти (Parc Bazilescu - Străulești, М4)

Неки од ових подземне станице су преименоване временом. Неколико станица је преименовано након Румунске револуције 1989. године, гдје су се имена променила јер су подсетили на комунистички период (станица Николаја Григореска која је првобитно назвала Леонтина Салаџана, генерала румунске војске и министра за националну одбрану, између 1955. и 1966. године пример, и станица "Пјептанари", названа по крају у близини станице, преименована је 1990. у част јунака револуције 1989. године.) и друге станице преименоване су 4. јуна 2009. године (на пример, станица "Народна Армија" преименована је у станицу "Лужерска" (на румунском језику "Лужерулуи"), станица "ЈМГБ две" постала је "Берчени", и даљне).

## Инфраструктура

### Сигнализација
Сигнализација је слична ЦФР-у. Сигнали имају индикације према врсти воза и линији на којој путује. Испод је шема рада сигнала на мрежи метроа:
| Линија није опремљена АТП системом | Линија опремљена АТП системом | Линија опремљена АТП системом |
| Линија није опремљена АТП системом | Возови опремљени АТП системом | Возови није опремљени АТП системом |
| --- | --- | --- |
| - Црвен: СТОП без преноса сигнала. - Црвен (трепћући): путовање у ниским брзинама (5-10 км/с). - Жут: Слободна стаза са постављеном брзином, следећи сигнал наручује заустављање. - Жут (трепћући): Слободно на 20 км/с. УПОЗОРЕЊЕ! пролазак на секундарну линију, задржите брзину, следећи сигнал показује малу брзину. - Зелени : Слободно при подешеној брзини, следећи сигнал је наредио наставак пута. - Зелени (трепћући): Слободно при постављеној брзини, пролазак на секундарну линију, следећи сигнал је наредио наставак пута. | - Црвен: СТОП без преноса сигнала. - Црвен + АТП: Слободно при подешеној брзини, следећи сигнал је наредио наставак пута. - Жут: Слободно при постављеној брзини. УПОЗОРЕЊЕ! пролазак на секундарну линију, задржите брзину, следећи сигнал показује малу брзину. - Зелени: Слободно при подешеној брзини, следећи сигнал је наредио наставак пута. | - Црвен;' или Црвен + АТП: СТОП без преноса сигнала. - Жут: Слободно на 20 км/с. УПОЗОРЕЊЕ! пролазак на секундарну линију, задржите брзину, следећи сигнал показује малу брзину. - Зелени: Слободно при подешеној брзини. |

### Вози
МЕТРОРЕКС се састоји од три врсте возова.

#### Астра ИВА
Астра ИВА је врста воза подземне железнице произведене у Фабрику вагона Арад између 1978. и 1992. године, прототип који се реализује 1976. године. Изграђени су 252 електромоторни вози, односно 504 вагона. ИВА возови се полако повлаче и тренутно раде само на линији М4. У јануару 2017. кренуло је само 15 возова (90 вагона). Било је различитих покушаја модернизације возног парка у овој серији, али сви су пропали, једини покушај који је имао релативни успјех прије него што је убрзо био повучен био је између 1994. и 1996. године, када је један број возова унапређен у ФАУР и Електропутере Крајова. Ови возови метроа су незванично познати као БМ1.

#### Бомбардиер Мовиа 346
Електрични возови Мовиа 346 произвели су Бомбардиер Шведска у сарадњи са Електропутере Крајова између 1999. и 2008. године, који су уведени 2003. године. Циркулишу на свим линијама метроа, осим М2 (сервира метро КАФ) и М4 (сервисира метро ИВА). Ови метро су два типа: прва серија, БМ2 (Букурешт Метро 2/Bucharest Metro 2) нумерисана су од 2001. до 2018. и носи назив цвећа. Друга серија, БМ21, нумерисана је од 2101. до 2126. и назива се по главним градовима Европске уније

#### КАФ
Возови "КАФ" су најновији возови метроа у Букурешту. Произведени су у Заводу за изградњу железница и помоћне погоне у Бесасину у Шпанији (Construcciones y Auxiliar de Ferrocarriles), а завршна скупштина се одржава на радионицама "ЧФР Црвена Гривица 16. фебруара ГРИРО" у Букурешту. Тренутно је испоручено само неколико возова, од којих су 2301 до 2324 испоручене од децембра 2015. године и уведене до средине 2016. Возови су одложени јер су возови касно, што представља ризик од неуспјеха платформама и возовима, као и због суђења против корупције која се бави запосленима Метрорекса. Они носи имена неких ријека у Румунији, а тренутно круже искључиво на линији М2. Они су познати и као БМ3 серија метроа.